# Agathon Lepève
Agathon Lepève (né le 15 novembre 1920 à Beaufort-en-Vallée et mort le 24 septembre 2006 à Poitiers) est un athlète français spécialiste du sprint.

## Biographie
Il remporte la médaille d'argent du relais 4 × 100 mètres lors des Championnats d'Europe 1946 d'Oslo aux côtés de Julien Le Bas, Pierre Gonon et René Valmy. L'équipe de France, qui établit le temps de 42 s 0, s'incline face à la Suède.
Agathon Lepève a par ailleurs codétenu le record de France du 4 × 200 m en 1946 en 1 min 29 s 1. Ses records personnels sont de 10 s 8 sur 100 m (1943) et 22 s 1 sur 200 m (1943). Il compte 5 sélections en équipe de France.
Après sa carrière de sportif, il devient président du Poitiers E.C., président du centre Information Jeunesse Poitou-Charentes, et adjoint au maire de Poitiers, chargé des sports. Il est officier de l'ordre national du Mérite. 

## Palmarès
| Date | Compétition           | Lieu | Place | Épreuve   |
| ---- | --------------------- | ---- | ----- | --------- |
| 1946 | Championnats d'Europe | Oslo | 2e    | 4 × 100 m |

## Anecdote
- Depuis son service militaire, il ne se séparait pas d'une petite trompette, dans laquelle il continuait de souffler après chacune de ses compétitions athlétiques.

## Distinction
- Chevalier de la Légion d'Honneur durant l'été 1980[2].